# 点字毎日
点字毎日（てんじまいにち）は、毎日新聞社が発行する点字による週刊新聞（点字新聞）。略称は『点毎』（てんまい）。点字版と活字版が刊行されている。
公式サイトでは、新聞社が発行する点字新聞では世界で最も長い歴史を持つと謳っている。

## 概要
1922年（大正11年）5月11日、当時の大阪毎日新聞社（現・毎日新聞大阪本社）が大阪市北区堂島（現在の堂島アバンザ所在地）の新社屋落成記念事業の一環として本山彦一の提唱により、中村京太郎を編集長として『點字大阪毎日』（てんじおおさかまいにち）の題号で創刊された。創刊号は800部を発行した。
創刊以来、視覚障害者の福祉と文化に大きく貢献し、点字教科書の製作や選挙における点字投票の実現にも協力した。
記事内容は毎日新聞本紙からの記事を点字化（点訳）したものではなく、点字毎日編集部が独自に取材・編集した、視覚障害者に関連する福祉・教育・文化・生活などの話題を掲載している。
編集・製本は大阪毎日時代に創刊された名残で現在も毎日新聞大阪本社（大阪市北区梅田）で行っている。
1998年（平成10年）、点字毎日の記事を活字に置き換えた（墨訳）「点字毎日活字版」（タブロイド版）を創刊したのに続き、2005年（平成17年）には点字毎日の2週間分の記事朗読をCDに収めた「点字毎日音声版」の発行を開始した。

## 表彰
- 1963年度菊池寛賞[1]
- 1968年度朝日賞[1]